# Västra Karups distrikt
Västra Karups distrikt är ett distrikt i Båstads kommun och Skåne län. 
Distriktet ligger vid kusten, väster om Båstad.

## Tidigare administrativ tillhörighet
Distriktet inrättades 2016 och utgörs av socknen Västra Karup i Båstads kommun.
Området motsvarar den omfattning Västra Karups församling hade 1999/2000.